# 應變反駁隊
應變反駁隊，簡稱反駁隊，是香港特別行政區政府在2024年1月公佈成立的一支專門為政府政策辯護，及反駁外國政府（尤其是歐盟、英國和美國）、網絡和媒體上對政府政策批判的隊伍，特別是用作反駁外界對於《中華人民共和國香港特別行政區維護國家安全法》和《香港特別行政區基本法第二十三條》立法的批判，並回應市民及外界對政策的擔憂。

## 主要成員
- 隊長[4][5]
  - 鄧炳強（保安局局長、國安委成員）
- 核心成員[6]
  - 葉劉淑儀（行政會議召集人、立法會議員）
  - 李慧琼（全國人大常委、立法會議員）
  - 黎棟國（港區全國政協委員、立法會議員）
- 支援成員[6]
  - 陳國基（政務司司長、國安委成員）
  - 陳茂波（財政司司長、國安委成員）

## 核心解說隊
香港特別行政區第六屆政府也設立核心解說隊，專門解說香港政府的政策，特別是基本法第23條立法。解說隊的核心隊員包括有行政長官李家超、律政司司長林定國、以及保安局局長鄧炳強。

## 後續
基本法23條立法完成後，政府表示，反駁隊仍繼續運作，並且「有關工作的開支不會公開」。至於反駁隊是否永續，政府表示，反駁隊有朝一天會解散，但精神卻是長存。